# 아이즈타지마역
아이즈타지마역(일본어: 会津田島駅)은 일본 후쿠시마현 미나미아이즈군 미나미아이즈정에 있는 아이즈 철도 아이즈 선의 역이다.
본 역을 기점으로 아이즈코겐오제구치 쪽은 전철화 구간, 니시와카마쓰 방면은 비전화 구간이다.

## 역사
- 1934년 12월 27일: 국유철도의 역으로 개업.
- 1987년
  - 4월 1일: 일본 철도 민영화에 의하여 동일본여객철도(JR 동일본)에 계승됨.
  - 7월 16일: 아이즈 철도로 전환됨.
- 2002년: 미나미아이즈 지방의 정보가 모인 종합적인 기능을 가진 역으로, 도호쿠의 역 백선에 인정됨.
- 2012년: 헝가리인 직원이 채용되어, 역에서 근무하기 시작한 뒤 화제가 됨.
- 2017년 4월 21일: 유료 특급"리버티 아이즈" 운행 개시.

## 역 구조
섬식 승강장 2면 4선의 가진 지상역에서 직영역이다. 역사에는 "아이즈타지마 만남 스테이션 플라자"를 병설하였다.
1번 승강장은 두단식 승강장 모양을 하고 있으며 차막이 앞에서 역사나 1,2번 선 승강장과 직결된다. 3,4번 승강장은 아이즈와카마쓰 방향의 구내 건널목과 아이즈코겐오제구치 방향의 과선교에서 연결된다. 1번 승강장의 아이즈코겐오제구치 측에는 지붕이 달린 피트가 있고 서쪽(역사의 반대쪽)에는 차량기지와 인접한다. 야간 주박이 설정되어 있다.
과거에는 증기 기관차(SL) 견인 화물 열차의 종착역으로 역 구내에 전차대, 급수탑 등의 설비를 가지고 있었으나 현재는 유적들이 차량기지가 되었다.
본 역은 도부 철도선과 야간선 열차의 최북단의 역이다.

### 승강장
| 승강장 | 노선        | 행선                                                                                        | 비고       |
| ------ | ----------- | ------------------------------------------------------------------------------------------- | ---------- |
| 1      | ■ 아이즈 선 | 아이즈코겐오제구치・야간선신후지와라・도부선기누가와온센・신토치기・가스카베・아사쿠사 방면 | 특급・보통 |
| 2・3   | ■ 아이즈 선 | "AIZU 마운트 익스프레스" 승강장                                                             |            |
| 2・3   | ■ 아이즈 선 | 유노카미온센・아시노마키온센・니시와카마쓰・JR線아이즈와카마쓰・기타카타 방면               | 쾌속       |
| 4      | ■ 아이즈 선 | 유노카미온센・아시노마키온센・니시와카마쓰・JR線아이즈와카마쓰・기타카타 방면               | 보통       |

## 역 주변
- 미나미아이즈 정 사무소 (구, 다지마 정사무소)
- 미나미아이즈 경찰서 (구, 다지마 경찰서)
- 미나미아이즈 지방 광역 행정 센터
- 후쿠시마 현 미나미아이즈 합동청사
- 후쿠시마 현 미나미아이즈 보건 복지 사무소
- 오쿠라이리 교류관
  - 미나미아이즈 정 문화 홀
  - 미나미아이즈 정 도서관
  - 미나미아이즈 정 중앙 공민관
  - 미나미아이즈 정 보건 센터
- 미나미아이즈 정 아이즈타지마기온 회관
- 미나미아이즈 정립 다지마 중학교
- 미나미아이즈 정립 다지마 초등학교
- 다지마 우체국
- 다지마니시마치 우체국
- 국도 제121호선
- 국도 제289호선
- 국도 제400호선
- 후쿠시마 현도 218호 아이즈타지마 정차장선
- 호소이가 자료관

## 인접역
| 아이즈 철도 ■ 아이즈 선          | 아이즈 철도 ■ 아이즈 선                    | 아이즈 철도 ■ 아이즈 선                                         |
| -------------------------------- | ------------------------------------------ | --------------------------------------------------------------- |
| 아이즈시모고 니시와카마쓰 방면   | □ 쾌속 "릴레이호"                          | 시·종착역                                                       |
| 아이즈시모고 니시와카마쓰 방면   | □ 쾌속 "AIZU 마운트 익스프레스"(1호)       | 아이즈코겐오제구치 (5호만 나카아라이역) 아이즈코겐오제구치 방면 |
| 다지마코코마에 니시와카마쓰 방면 | □ 쾌속 "AIZU 마운트 익스프레스" (1호 이외) | 아이즈코겐오제구치 아이즈코겐오제구치 방면                      |
| 다지마코코마에 니시와카마쓰 방면 | ■ 보통 "릴레이호"                          | 시·종착역                                                       |
| 다지마코코마에 니시와카마쓰 방면 | ■ 보통                                     | 나카아라이 아이즈코겐오제구치 방면                              |